# Will Brandenburg
Will Brandenburg (Walla Walla, 1º gennaio 1987) è un ex sciatore alpino statunitense.

## Biografia

### Stagioni 2003-2010
Brandenburg risiede a Spokane e ha fatto il suo esordio in gare FIS il 3 dicembre 2002, disputando uno slalom speciale a Park City, senza concluderlo. Ha debuttato in Nor-Am Cup il 24 febbraio 2004 a Big Mountain (39º in discesa libera) e in Coppa Europa il 14 febbraio 2005 a Sella Nevea (63º in supergigante). Il 2 gennaio 2007 ha ottenuto la prima vittoria, nonché primo podio, in Nor-Am Cup, nello slalom gigante di Sunday River; il 16 dicembre dello stesso anno ha debuttato in Coppa del Mondo nello slalom gigante dell'Alta Badia, senza però riuscire a concludere la prima manche.
Nel 2010 ha colto il primo podio in Coppa Europa (il 23 gennaio a Bansko in slalom speciale), e ha partecipato ai XXI Giochi olimpici invernali di Vancouver 2010, in Canada, sua unica presenza olimpica, arrivando 10° nella supercombinata. Nella stessa stagione in Nor-Am Cup è giunto secondo nella classifica generale e ha vinto quella di combinata.

### Stagioni 2011-2016
Nel 2011 ha ottenuto i primi punti in Coppa del Mondo, il 9 gennaio ad Adelboden (24º in slalom speciale) e ha esordito ai Campionati mondiali, anche se nella rassegna iridata di Garmisch-Partenkirchen non ha concluso la prova di slalom speciale. Anche due anni dopo, ai Mondiali di Schladming 2013, non è arrivato al traguardo, né nello slalom speciale né nella supercombinata. Anche ai Mondiali di Vail/Beaver Creek 2015, suo congedo iridato, non ha completato lo slalom speciale.
Si è ritirato al termine della stagione 2015-2016; la sua ultima gara in Coppa del Mondo è stato lo slalom speciale di Kranjska Gora del 15 marzo 2015 e la sua ultima gara in carriera lo slalom speciale dei Campionati statunitensi 2016, il 25 marzo a Sun Valley; in entrambi i casi non ha completato la prova.

## Palmarès

### Coppa del Mondo
- Miglior piazzamento in classifica generale: 93º nel 2012

### Coppa Europa
- Miglior piazzamento in classifica generale: 97º nel 2010
- 2 podi:
  - 1 secondo posto
  - 1 terzo posto

### Nor-Am Cup
- Miglior piazzamento in classifica generale: 2º nel 2010
- Vincitore della classifica di slalom speciale nel 2012
- Vincitore della classifica di combinata nel 2010
- 20 podi:
  - 11 vittorie
  - 4 secondi posti
  - 5 terzi posti

#### Nor-Am Cup - vittorie
| Data             | Località     | Paese       | Specialità |
| ---------------- | ------------ | ----------- | ---------- |
| 2 gennaio 2007   | Sunday River | Stati Uniti | GS         |
| 11 dicembre 2009 | Lake Louise  | Canada      | SG         |
| 16 dicembre 2009 | Panorama     | Canada      | SL         |
| 17 dicembre 2009 | Panorama     | Canada      | SC         |
| 14 marzo 2010    | Burke        | Stati Uniti | SC         |
| 26 novembre 2011 | Loveland     | Stati Uniti | SL         |
| 27 novembre 2011 | Loveland     | Stati Uniti | SL         |
| 5 febbraio 2012  | Vail         | Stati Uniti | SL         |
| 17 dicembre 2013 | Vail         | Stati Uniti | SL         |
| 18 dicembre 2013 | Vail         | Stati Uniti | SL         |
| 18 febbraio 2015 | Olympic Park | Canada      | SL         |

Legenda:

SG = supergigante

GS = slalom gigante

SL = slalom speciale

SC = supercombinata

### Australia New Zealand Cup
- Miglior piazzamento in classifica generale: 16º nel 2014
- 4 podi:
  - 1 vittorie
  - 1 secondo posto
  - 2 terzi posti

#### Australia New Zealand Cup - vittorie
| Data           | Località     | Paese         | Specialità |
| -------------- | ------------ | ------------- | ---------- |
| 24 agosto 2011 | Coronet Peak | Nuova Zelanda | SL         |

Legenda:

SL = slalom speciale

### Campionati statunitensi
- 7 medaglie[2]:
  - 1 oro (combinata nel 2013)
  - 3 argenti (slalom gigante nel 2007; supergigante nel 2010; slalom speciale nel 2013)
  - 3 bronzi (discesa libera nel 2010; slalom speciale nel 2012; slalom speciale nel 2014)